# Reggello
Reggello (pronuncia: /reʤˈʤɛllo/) è un comune italiano di 16 550 abitanti della città metropolitana di Firenze in Toscana. Appartiene all'Unione di Comuni Valdarno-Valdisieve.

## Geografia fisica

### Territorio
- Classificazione sismica: zona 2 (sismicità medio-alta), Ordinanza PCM 3274 del 20/03/2003
- Territorio: collinare e tipicamente caratterizzato da colture a terrazze con prevalenza di oliveti.

### Clima
- Classificazione climatica: zona E, 2363 GG
- Diffusività atmosferica: alta, Ibimet CNR 2002

Reggello presenta un clima temperato continentale, con inverni moderatamente freddi ed estati moderatamente calde ma con valori più contenuti rispetto alla pianura sottostante. Durante l'inverno si possono avere delle nevicate che talvolta possono essere anche abbondanti. Il picco delle precipitazioni si ha in novembre mentre il minimo si ha nel mese di luglio. Durante l'inverno la temperatura può scendere anche di diversi gradi sotto lo zero, e questo accade dopo nevicate oppure in casi di cielo sereno. La nebbia è un fenomeno piuttosto raro. Rispetto alla vallata presenta minime invernali superiori ma massime inferiori perché l'effetto dell'inversione termica è più contenuto. la temperatura media di gennaio si aggira attorno ai 3-4 gradi, mentre quella di luglio varia dai 21 ai 25 gradi. La neve può comparire anche più di una volta durante tutto l'inverno e talvolta può succedere che nevichi anche a novembre oppure a marzo. Mentre sui monti circostanti la neve è quasi una costante fa la sua comparsa a novembre e scompare a marzo inoltrato.

## Storia
Il territorio reggellese è stato abitato fin dall'antichità. Le prime testimonianze scritte risalgono al X e XI sec. Inizialmente chiamato Castelvecchio di Cascia, Reggello nasce come luogo di mercato tra la via del Casentino e la Cassia vetus (attualmente chiamata strada dei Setteponti). Solo nel 1773 grazie ad un provvedimento legislativo del Granduca Leopoldo si ha la nascita della comunità di Reggello.
Al plebiscito del 1860 per l'annessone della Toscana al Regno di Sardegna i "sì" non ottennero la maggioranza degli aventi diritto (971 su un totale di 2899), con un astensionismo da record, sintomo dell'opposizione all'annessione.
Durante la seconda guerra mondiale, Reggello fu uno dei comuni della Toscana designati a luogo di internamento libero per ebrei, cittadini stranieri e dissidenti politici. Nel 1943 vi risultano confinate a domicilio coatto 5 persone: due giovani slavi accusati di attività anti-italiane, due cittadini inglesi (padre e figlia) e un ebreo apolide, Haim Rosenfeld, il quale arrestato il 30 novembre 1934 morirà ad Auschwitz. Altri ebrei erano giunti a Reggello dopo l'8 settembre 1943: i diversi nuclei familiari della famiglia  Calò (una dozzina di persone in tutto, da Arezzo, Livorno e Roma) si erano radunati nella loro villa di campagna in località Cascia di Reggello. Giunto anche per loro l'ordine di arresto l'11 marzo 1944, il maresciallo dei carabinieri li avvertì in anticipo perché fuggissero. Così fecero tutti, tranne Carolina Lambrosio, moglie di Eugenio Calò, la quale, incinta e con tre bambini piccoli, non se la sentì di darsi alla latitanza. Fu così accompagnata al campo di internamento di Bagno a Ripoli, convinta nelle sue condizioni di non correre rischi di deportazione. Cosa che invece avvenne per lei e per i propri figli con il trasferimento a Fossoli e la morte ad Auschwitz nel maggio 1944.

### Simboli
Lo stemma comunale, in uso dal XVIII secolo, è stato formalmente riconosciuto con decreto del capo del governo del 20 febbraio 1935. Secondo la tradizione: l'orso era il simbolo della lega di Cascia, raggruppamento che comprendeva numerosi territori, per lo più di aree montuose e boscose; la sfera con la croce rossa indica la dipendenza dal popolo di Firenze e l'albero rappresenta probabilmente il borgo di Leccio.
Il gonfalone, concesso con regio decreto del 21 dicembre 1936, è un drappo di azzurro.

## Monumenti e luoghi d'interesse

### Architetture religiose

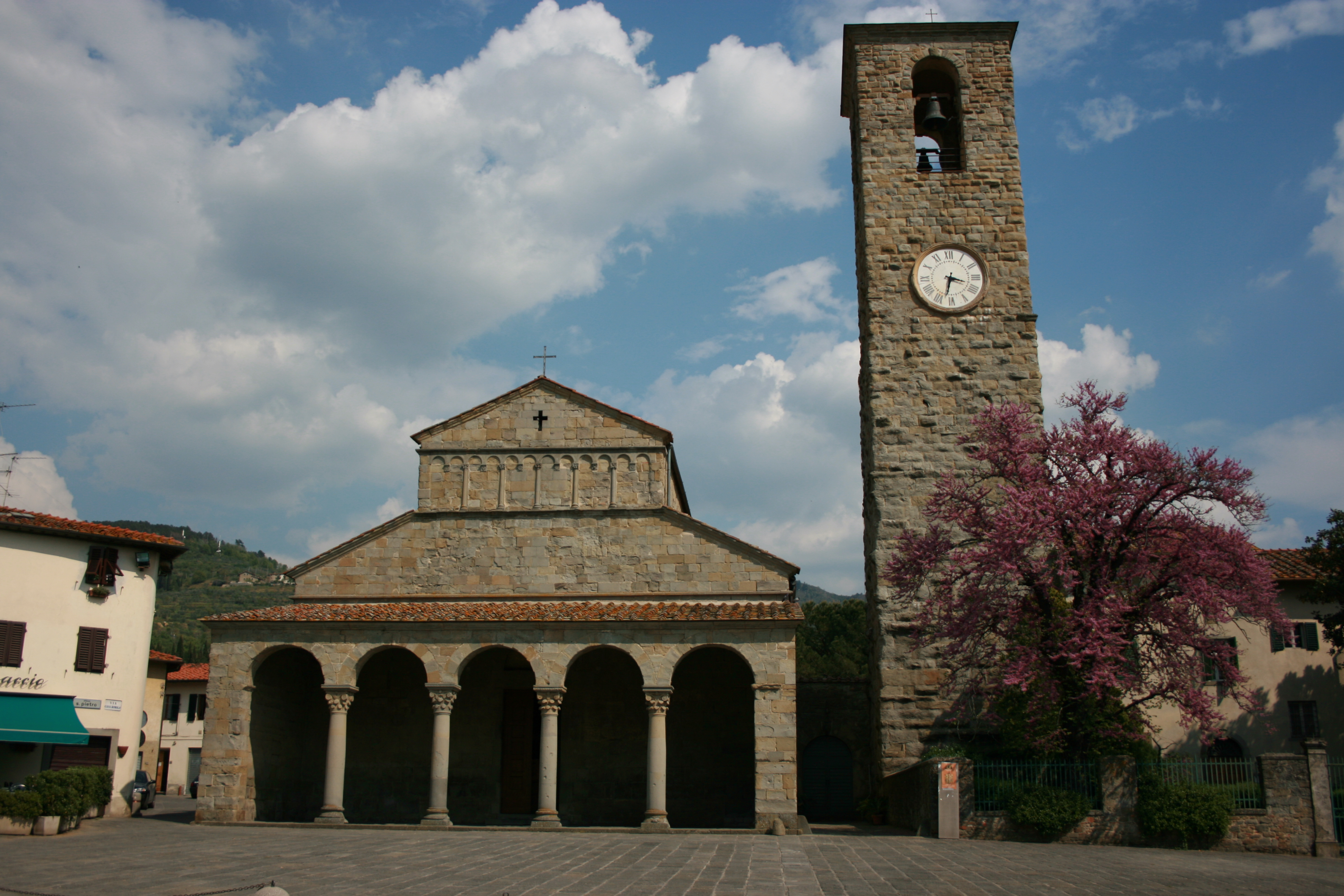
Chiesa di San Pietro, località Cascia

- L'Abbazia di Vallombrosa, centro di diffusione dell'ordine dei Vallombrosani, sorse per impulso di san Giovanni Gualberto, nobile fiorentino, che nel 1036 si ritirò con pochi seguaci sul Pratomagno. La riforma monastica che era alla base della nuova comunità era destinata a svolgere un ruolo di primo piano nelle vicende religiose, civili e sociali del suo tempo e oltre. Dopo un primo oratorio costruito in legno, di cui fu consacrato solo l'altare, unico elemento in pietra (1058) la comunità vallombrosana poté passare a una chiesa in pietra negli anni 1224–1230, mentre anche il monastero prendeva corpo e volume. Dopo una fase di grandi lavori nel corso del secolo XV, cui si devono il chiostro grande, la sacrestia, la torre, il refettorio con la cucina e, dopo una lunga serie di incendi e ricostruzioni, è nel Seicento, con ulteriori perfezionamenti nel primo Settecento, che l'Abbazia assume l'aspetto omogeneo e sontuoso che possiede ancora oggi.Chiesa di San Pietro, località Cascia Chiesa di Sant’Agata ad Arfoli

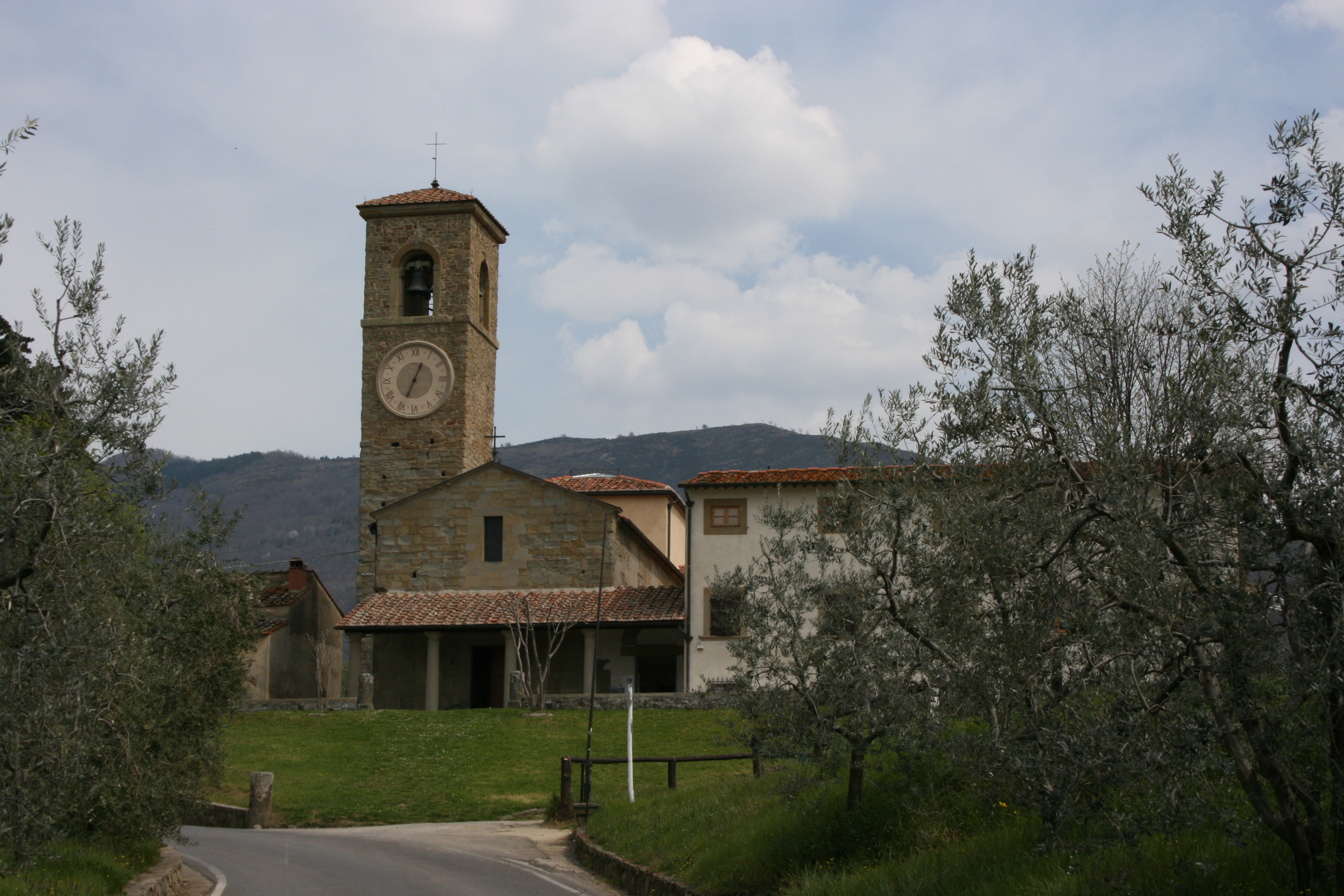
Chiesa di Sant’Agata ad Arfoli

- La pieve di San Pietro a Cascia è una tra le più importanti e interessanti pievi valdarnesi sia per la qualità delle sculture che per l'impianto architettonico, ma soprattutto per l'eleganza delle sue linee e delle sue proporzioni. Le prime notizie della chiesa si riferiscono alla seconda metà dell'anno mille, ma si riscontrano anche elementi riferibili al tardo romanico (XIII secolo). La chiesa ha ospitato a lungo il Trittico di San Giovenale, opera prima di Masaccio (1422), oggi nell'attiguo Museo Masaccio di Arte Sacra.
- La chiesa di San Jacopo nel centro del capoluogo, fondata alla fine del Cinquecento, ha subito nel Settecento un massiccio intervento di restauro che ne ha trasformato l'aspetto.
- La chiesa di San Michele a Caselli presso Reggello, forse di origini longobarde, si presenta attualmente in forme barocche, perché la sua austera struttura romanica è stata completamente rinnovata nel tardo Seicento.
- La chiesa di San Siro anch'esso presso Cascia, risalente al XII secolo, conserva parte del suo aspetto medievale, come il campanile[13], ma anche l'arco del portale scolpito con motivi geometrizzanti alternati ad altre floreali ed al centro la Dextera Domini, purtroppo occultato in un recente restauro.[14]
- Le origini della chiesa di Sant'Agata in Arfoli si fanno risalire ai Goti, che veneravano Agata, protettrice delle donne che allattano e a cui si dovrebbe il nome "arfoli". Affiancata da un chiostro duecentesco, arricchito in epoca rinascimentale di belle colonne in pietra serena, ha al suo interno una lastra, probabilmente trecentesca, decorata anche dal giglio fiorentino, proveniente da una tomba degli Ardimanni, e un pluteo (VIII-IX secolo) in arenaria, ornato da un intreccio che simboleggia una vigna popolata di uccelli.
- La chiesa di Santa Margherita a Cancelli, più volte rimaneggiata, conserva al suo interno un affresco quattrocentesco di Paolo Schiavo con la Madonna col Bambino e Santi.
- La fondazione della pieve di San Pietro a Pitiana è forse anteriore all'anno Mille e la torre campanaria risulta già esistente nel 1028. Nel secolo XVI fu costruito il portico. Conserva due delle tre pale di Ridolfo del Ghirlandaio che l'adornavano.

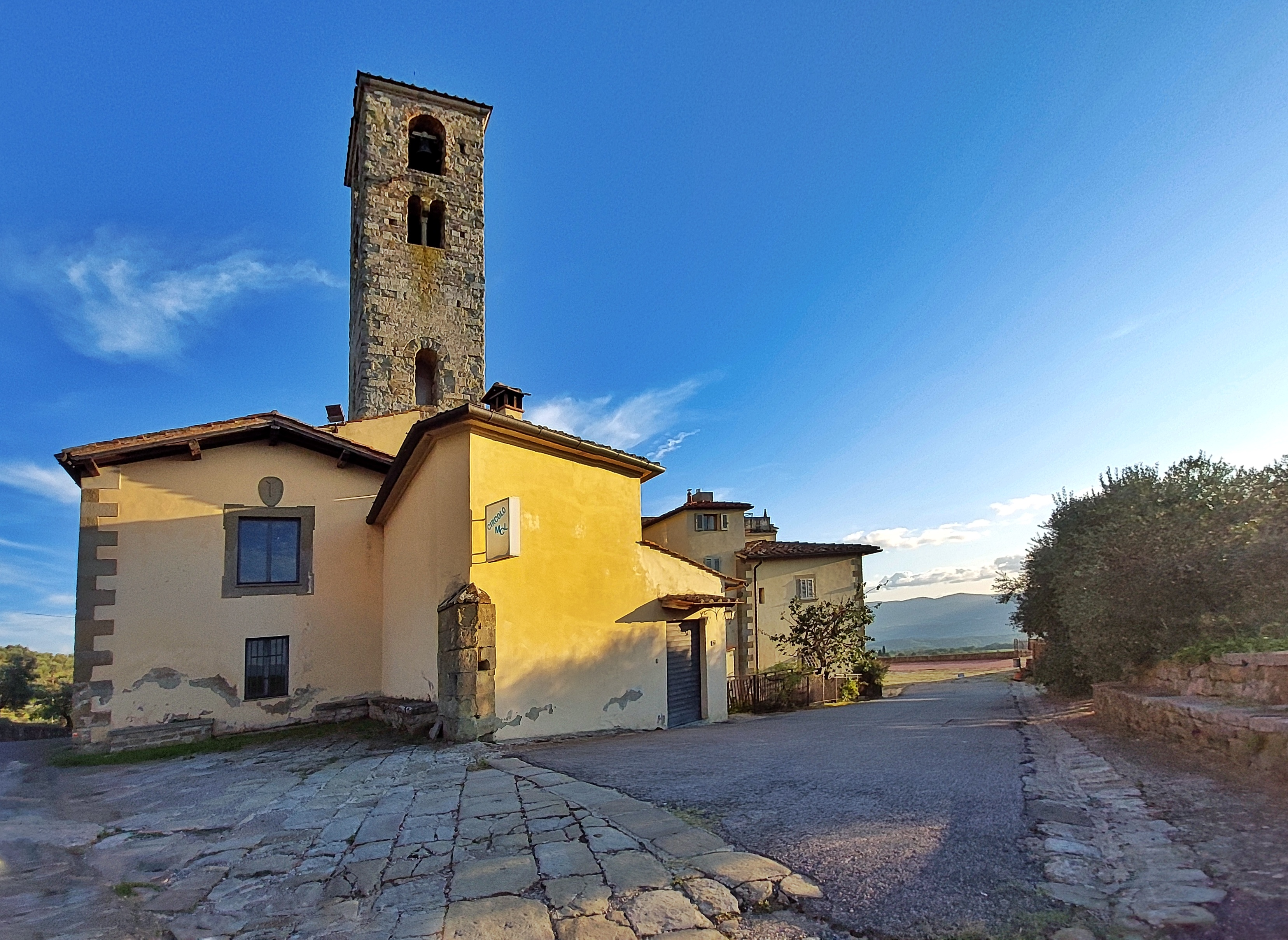
Pieve a Pitiana

- La chiesa di San Clemente a Sociana è di semplice aspetto ma conserva notevoli opere d'arte: in primis il bassorilievo marmoreo con la Madonna col Bambino attribuito ad Antonio Rossellino e i due Angeli reggicandelabro di Mino da Fiesole, ma merita una menzione anche la Vergine Assunta e i santi Giovanni Evangelista, Francesco, Girolamo e Giovanni Battista di Girolamo Macchietti.
- La chiesa di Sant'Andrea a Borgo a Cascia che sorse ai piedi del Castello di Cascia nel XII sec; la sua espansione iniziò intorno ad una costruzione fortificata, Castel Vecchio che sorgeva ai margini del borro oggi denominato appunto Borro di Castel Vecchio. Il Borgo era caratterizzato da due edifici che mantengono ancora oggi le tracce di antica nobiltà e funzione: la Chiesa e il Palazzo Pubblico.

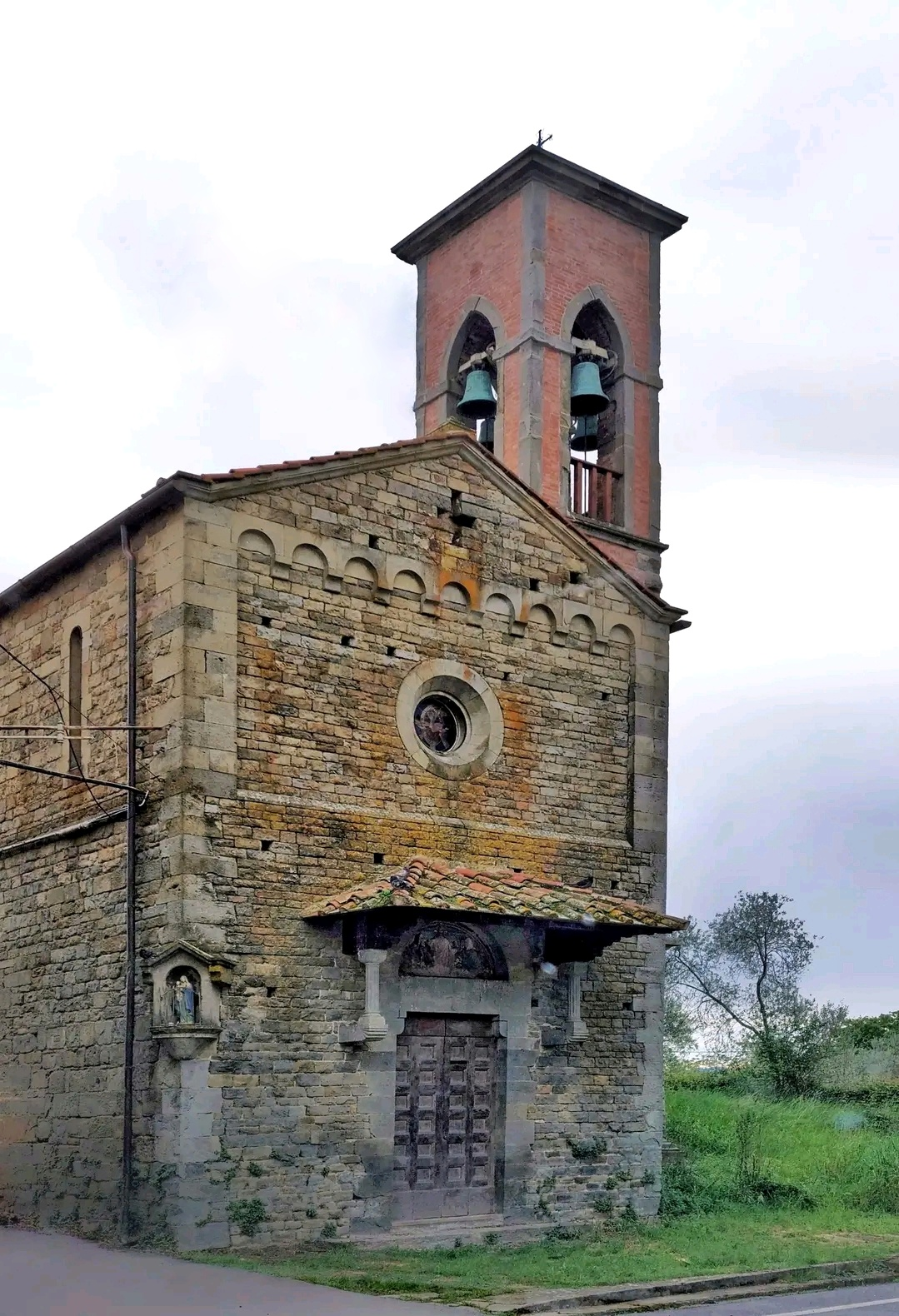
Chiesa di Sant Andrea Borgo a Cascia

- Chiesa di San Miniato a Montanino

### Castelli e torri
- Il Castello di Sammezzano, circondato da un ampio parco all'inglese, si trovano nella frazione di Leccio e sono di proprietà privata, purtroppo in stato di abbandono. L'aspetto moresco del castello, famoso tanto da essere utilizzato anche in vari film, è opera di Ferdinando Panciatichi Ximenes d'Aragona che trasformò l'edificio preesistente tra il 1843 e il 1889.
- La Torre del Castellano svetta sulla valle dell'Arno. Costruita per scopi difensivi in una posizione strategica, probabilmente intorno a una torre di avvistamento longobarda, fu successivamente trasformata in abitazione signorile e in villa. Durante la Seconda Guerra Mondiale qui furono ospitate a protezione le statue delle Gallerie degli Uffizi.

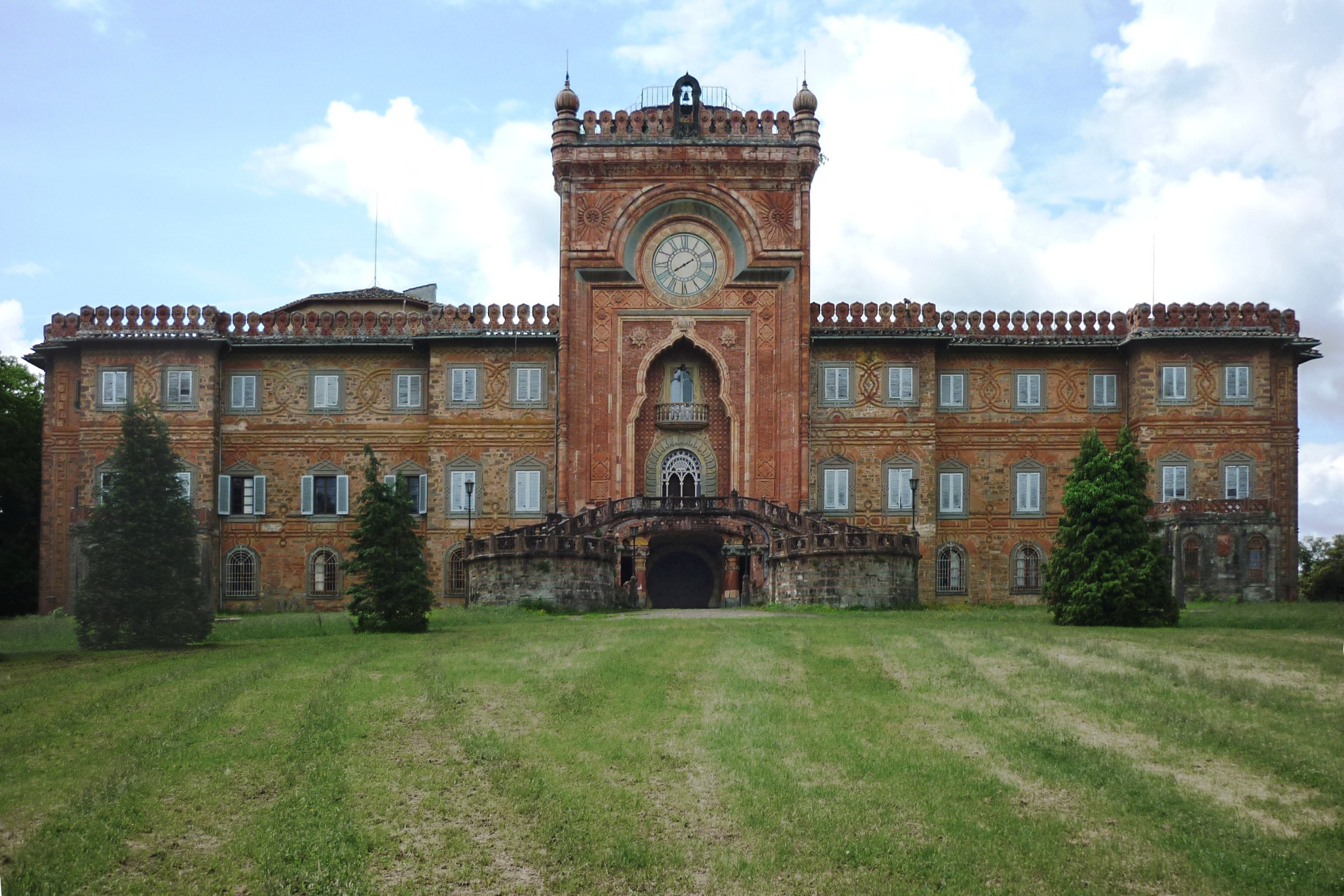
Castello di Sammezzano, Leccio

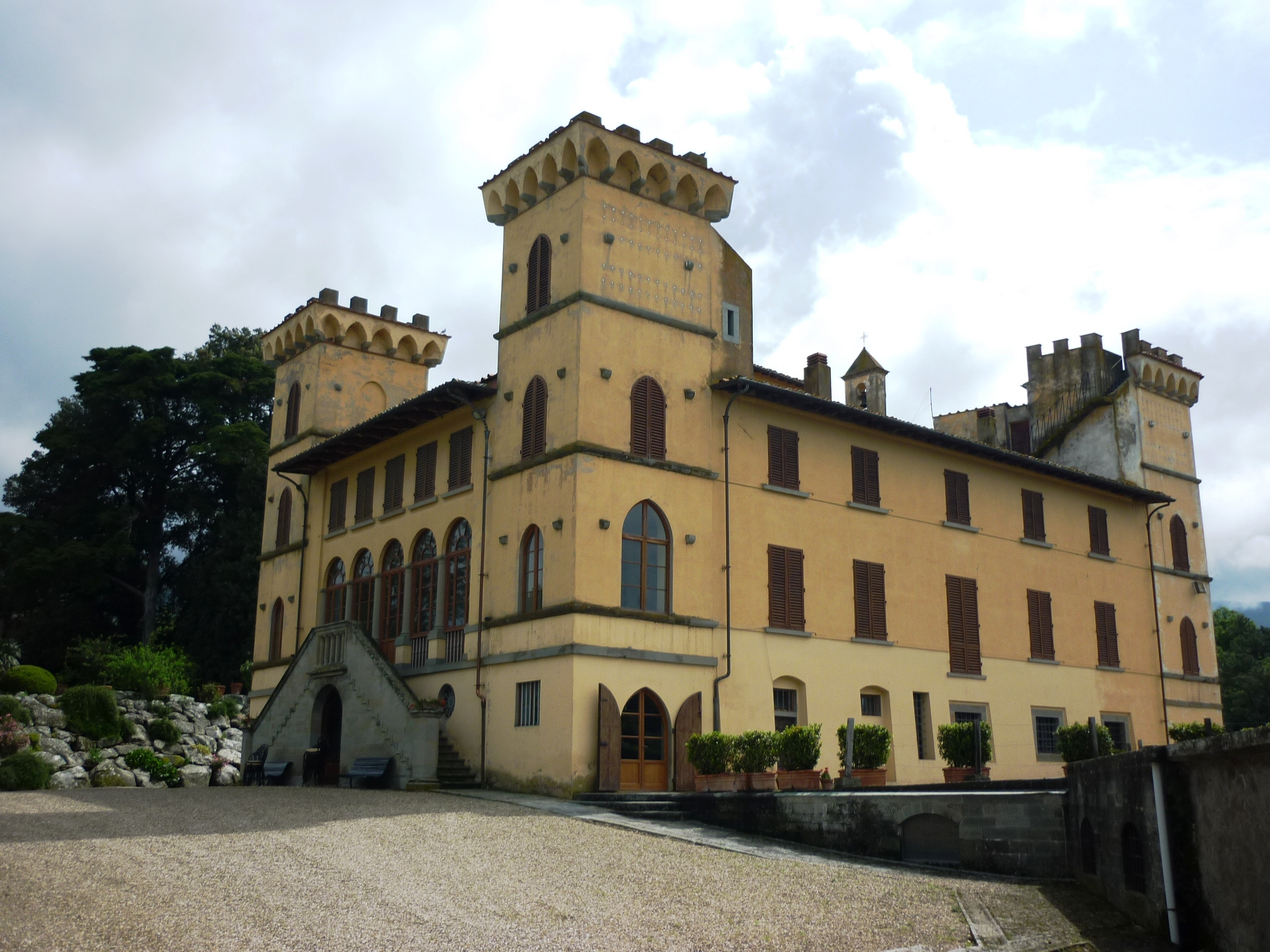
Castello dei Bonsi, Pietrapiana

### Aree naturali

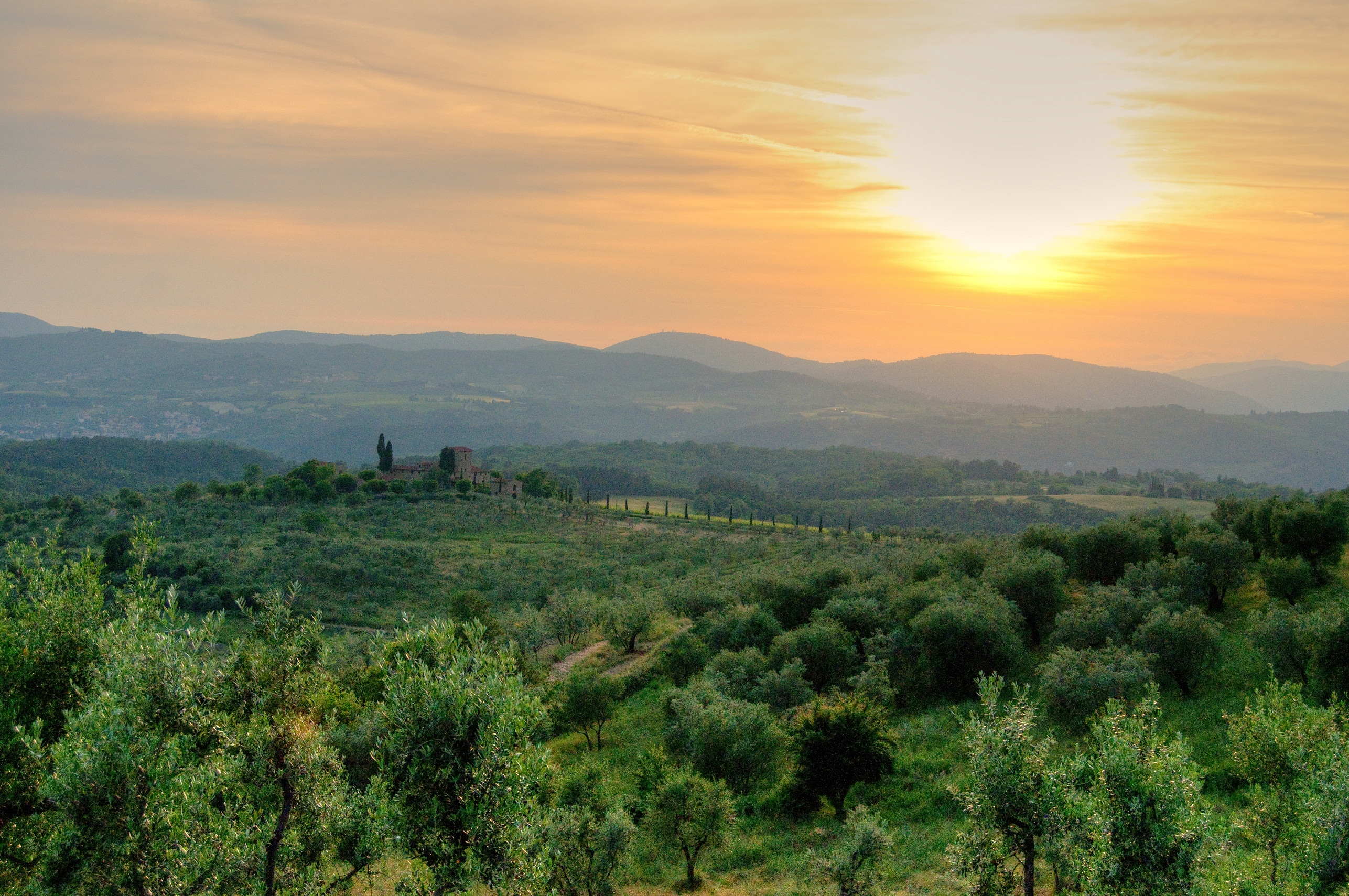
La campagna circostante Reggello

La Riserva naturale statale biogenetica di Vallombrosa è situata alle pendici del Pratomagno sul versante del Valdarno e si estende dai 470 ai 1440 metri sul livello del mare.
L’area protetta di 1.279 ettari fino al 2016 è stata gestita dal Corpo Forestale dello Stato,  successivamente dal Reparto Carabinieri Biodiversità di Vallombrosa. La Riserva è attraversata da numerosi percorsi escursionistici (molti dei quali sono adatti anche per passeggiate a cavallo e con mountain bike) e ospita l'albero più alto d'Italia, un abete di Douglas di 62,45 metri misurato dagli “arbonauti” di SuperAlberi nel 2016 con la tecnica del tree-climbing, l’arrampicata in pianta. Nella stessa area, di poco più basso, anche il secondo classificato.
Tra i cammini che passano da Vallombrosa si segnala quello dedicato a San Francesco e quello dedicato a Dante Alighieri.
- Gli arboreti sperimentali di Vallombrosa si trovano nella Riserva Naturale Biogenetica. Al suo interno una collezione di piante nata a scopi scientifici e sperimentali, attualmente vi sono circa 5.000 esemplari suddivisi in oltre 700 specie arboree e arbustive.
- La foresta di Sant'Antonio è ricca di boschi di latifoglie e praterie ed è attraversata da una rete sentieristica. Ai piedi della foresta è il Centro visite delle aree protette del comune di Reggello in località Ponte a Enna, a poco meno di 2 km dal centro storico del capoluogo. Insieme alla vicina Riserva di Vallombrosa costituisce una Zona Speciale di Conservazione all’interno della rete europea “Natura 2000”.
- Le Balze sono costituite da sabbie, argille e ghiaie stratificate. Si sono formate dall'azione erosiva di antichi sedimenti del lago pleistocenico che occupava la valle dell'Arno. È possibile scoprire l'area naturale delle Balze percorrendo i sentieri che si snodano ai piedi delle ripide pareti dal tipico color giallo ocra.

## Società

### Evoluzione demografica
Abitanti censiti

### Etnie e minoranze straniere
Secondo i dati ISTAT al 31 dicembre 2010 la popolazione straniera residente era di 961 persone. Le nazionalità maggiormente rappresentate in base alla loro percentuale sul totale della popolazione residente erano:
- Romania 178 1,09%

## Cultura

### Musei
- Museo Masaccio di Arte Sacra: situato presso la Pieve di San Pietro, custodisce il Trittico di San Giovenale, opera prima di Masaccio (1422), ritrovato nella piccola chiesa di San Giovenale. Vi è possibile ammirare però, anche altre importanti opere provenienti dalla Pieve.
- Museo d'Arte Sacra dell'Abbazia di Vallombosa: aperto nel 2006 nei locali della Foresteria, il Museo raccoglie opere pertinenti all'Abbazia, come il rinascimentale Parato Altoviti, la Madonna col Bambino e i santi Biagio, Giovanni Gualberto, Benedetto e Antonio abate, del 1485 circa, dopo il restauro ricondotta alla mano di Domenico Ghirlandaio e bottega, e lo stupefacente Reliquiario del braccio di san Giovanni Gualberto, opera dell'orafo fiorentino Paolo Sogliano (1500).

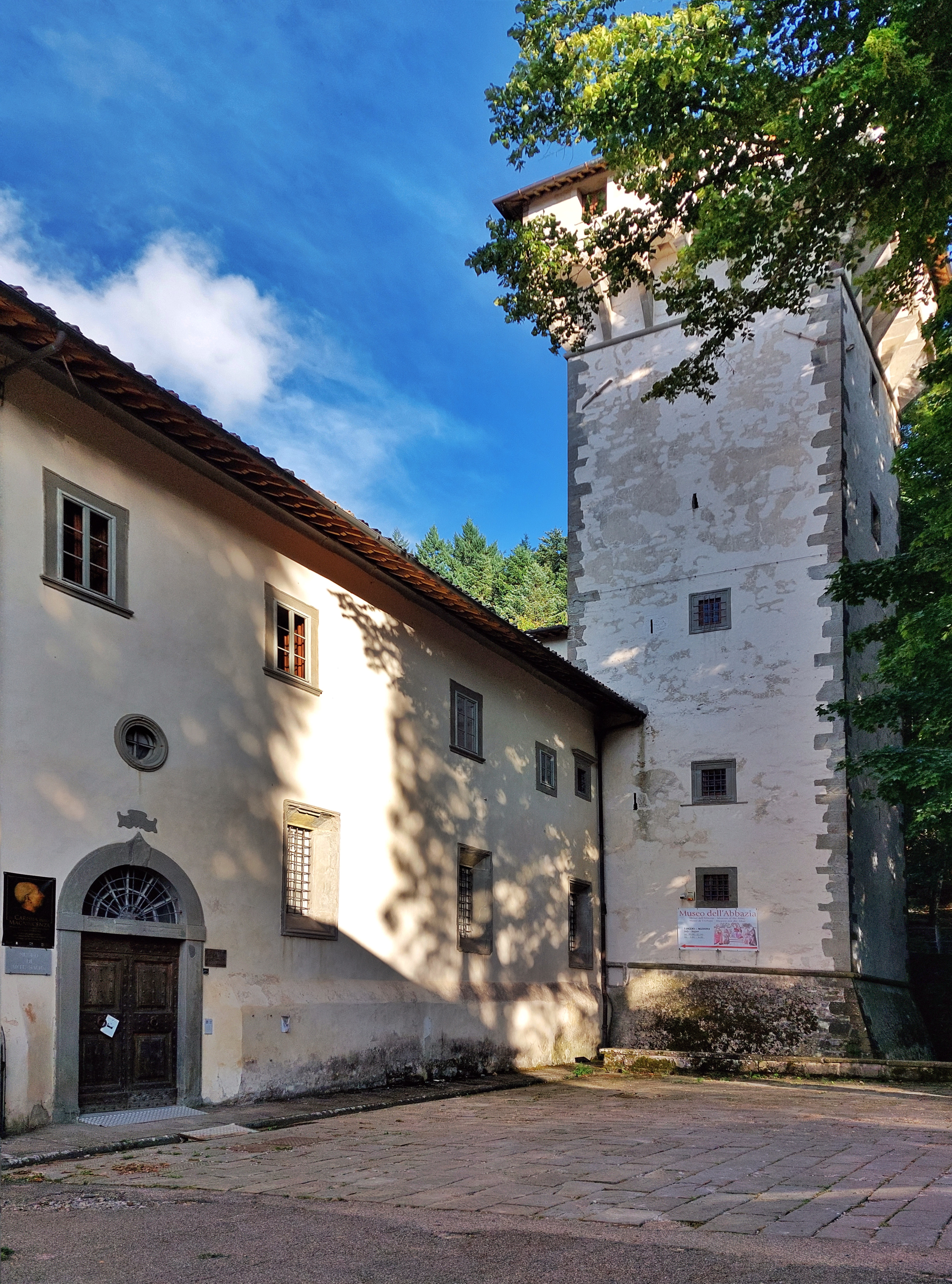
Museo d’arte sacra - Vallombrosa

### Cucina
I piatti tipici di Reggello trovano origine nella cucina tradizionale toscana. Di particolare pregio è il Cecino Rosa di Reggello, dal sapore delicato e prodotto in piccole quantità. Tipico di queste zone, e di tutta l'area valdarnese del Pratomagno, è anche il fagiolo zolfino.
Nelle tavole reggellesi non manca il rinomato olio extravergine di oliva. L'altezza delle olivete e un terreno abbastanza unico nella regione fanno dell'olio di Reggello un prodotto con bassa acidità e caratteristiche organolettiche particolari. L'oro verde viene celebrato ogni anno nella tradizionale rassegna (fine ottobre-inizio novembre).

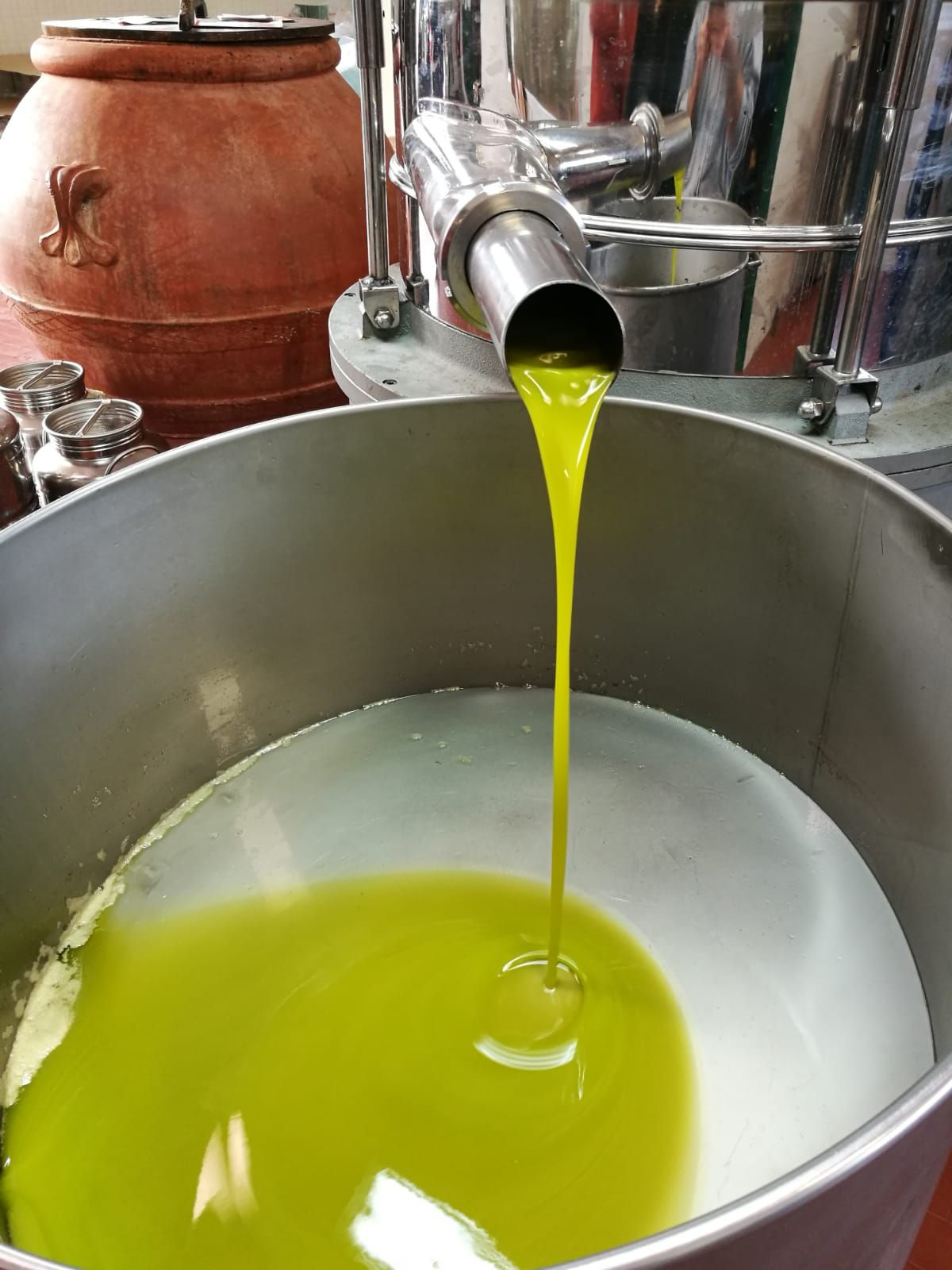
Olio in uscita dal frantoio (presso Frantoio Pasquini – Reggello)

### Eventi
- Rassegna dell'Olio Extra Vergine di Oliva. Storica manifestazione che celebra il rinomato olio di Reggello con mostra in stand dove i frantoi e le aziende agricole presentano e fanno degustare il proprio olio nuovo. Inoltre sono organizzati tour nei frantoi storici e nei musei, eventi sportivi, culinari e culturali. La festa si svolge tra la fine di ottobre e l'inizio di novembre.
- Festival della Cultura del Comune di Reggello. Manifestazione estiva di teatro, musica, danza.
- Fiera delle merci il 4º lunedì di giugno e il lunedì dopo la 2ª domenica di settembre (feste del perdono).
- Feste del Perdono. A Reggello capoluogo è la seconda settimana di Settembre, dal venerdì al martedì successivo, con manifestazioni varie e giostre.
- Reggello Fiorita, mostra mercato di piante e fiori in aprile
- Reggello fra le Rose, mostra mercato di sole piante di rose. Solitamente si svolge la seconda Domenica di Maggio, ma dipende molto dalla stagione e può quindi slittare alla terza, se l'inverno è stato particolarmente rigido.
- Festa Europea della Birra della durata di tre giorni, con ricorrenza annuale nel primo fine settimana del mese di luglio. Per tale festa le organizzazioni sportive e di volontariato locali organizzano la vendita di birra e di propri gadget.
- Festa di San Pietro e Sagra del Fungo Porcino a Cascia di Reggello in giugno
- Festa D'Autunno, ultima domenica di ottobre e 1º novembre, giorno in cui si tiene "Il Mercato dei Santi"
- Mercati settimanali: il sabato mattina nel capoluogo, il venerdì mattina a Tosi, il giovedì mattina a Cascia, il lunedì pomeriggio a Leccio.
- (Vallombrosa) Ogni domenica, dal 15 giugno al 15 settembre, mercato settimanale stagionale
- (Donnini) Fiera delle merci il 2º lunedì di giugno e il 4º lunedì di ottobre.
- (Leccio) Fiera delle merci il 3º lunedì di maggio; Sagra di Penco la 3ª domenica di ottobre
- (Tosi) Fiera annuale merci il 4º lunedì di luglio

## Economia
Per quanto riguarda l'artigianato è ancora diffusa e rinomata l'antica arte del mobile grazie alla quale vengono realizzati oggetti spazianti dallo stile rinascimentale fino a quello moderno.

## Infrastrutture e trasporti

### Ferrovie
Ai margini del territorio comunale, nel comune di Pelago, è presente, lungo la ferrovia Firenze-Roma, la stazione ferroviaria di Sant'Ellero. Un'altra stazione molto utilizzata dagli abitanti del comune è la stazione di Figline Valdarno che, oltre a trovarsi più vicina al capoluogo consente di raggiungere Firenze in minor tempo.

## Amministrazione

Gonfalone civico

Di seguito è presentata una tabella relativa alle amministrazioni che si sono succedute in questo comune.
| Periodo          | Periodo          | Primo cittadino       | Partito                                            | Carica           | Note   |
| ---------------- | ---------------- | --------------------- | -------------------------------------------------- | ---------------- | ------ |
| 26 ottobre 1987  | 5 luglio 1990    | Pieraldo Ciucchi      | Partito Socialista Italiano                        | Sindaco          | [ 17 ] |
| 16 luglio 1990   | 29 gennaio 1993  | Pieraldo Ciucchi      | Partito Socialista Italiano                        | Sindaco          | [ 17 ] |
| 8 marzo 1993     | 11 gennaio 1994  | Lorenzo Becattini     | Partito Democratico della Sinistra                 | Sindaco          | [ 17 ] |
| 28 febbraio 1994 | 13 giugno 1994   | Maria Laura Simonetti |                                                    | Comm. pref.      | [ 17 ] |
| 13 giugno 1994   | 25 maggio 1998   | Massimo Sottani       | Progressisti                                       | Sindaco          | [ 17 ] |
| 25 maggio 1998   | 28 maggio 2002   | Massimo Sottani       | L'Ulivo                                            | Sindaco          | [ 17 ] |
| 28 maggio 2002   | 7 maggio 2012    | Sergio Benedetti      | L'Ulivo                                            | Sindaco          | [ 17 ] |
| 7 maggio 2012    | 16 novembre 2020 | Cristiano Benucci     | SEL, IdV, PD, PSI                                  | Sindaco          | [ 17 ] |
| 16 novembre 2020 | 5 ottobre 2021   | Piero Giunti          | Partito Democratico                                | Sindaco reggente | [ 17 ] |
| 5 ottobre 2021   | "in carica"      | Piero Giunti          | Partito Democratico - Reggello viva (lista civica) | Sindaco          | [ 17 ] |

## Sport
Nel comune di Reggello sono presenti numerosi impianti sportivi: lo stadio comunale, sede delle partite casalinghe della squadra locale S.S.D. Resco Reggello, con un campo in erba ed uno in sintetico, il palazzetto dello Sport, due piscine (una esterna di 25 metri di lunghezza per 8 corsie ed una coperta di 18 metri per 3 corsie) e un centro tennistico con due campi (uno in terra rossa coperto ed uno in terra rossa redplus scoperto).
Sono inoltre numerose le associazioni sportive presenti nel comune:
- La squadra calcistica locale, S.S.D. Resco Reggello 1909, che milita nel campionato di seconda categoria Toscana.
- Il club di volo libero in parapendio Gli Uccellacci.
- L'A.Dil. Basket Reggello, che attualmente milita nel campionato di serie D.
- L'associazione sportiva dilettantistica Tennis Club Reggello.
- L'associazione sportiva dilettantistica Energia Proposte di Benessere
- Scarzi e Gnudi, squadra dilettantistica di basket che milita nel campionato UISP, i quali si sono classificati secondi nell'edizione 2017-2018 di Coppa Italia.
- Numerose associazioni sportive a livello amatoriale, per la maggior parte calcistiche. Si ricordano tra le altre l'A.S.D Unione sportiva Vaggio, lo Sparta Reggello, Cancelli calcio a 7, G.S.A. Cascia, Polisportiva Pietrapiana, A.S.D. Montanino, U.S.D Leccese e il Giglio Verde Pietrapiana.

### Ciclismo
Giro d'Italia
Il 24 maggio 1990 la frazione di Vallombrosa è stata sede di arrivo della settima tappa del Giro d'Italia, vinta da Gianni Bugno poi trionfatore nella classifica finale della corsa.
Gran Premio di Montanino
Il Gran Premio di Montanino è una corsa in linea maschile di ciclismo su strada riservata alla categoria Under 23 che si disputa nella frazione di Montanino solitamente nel mese di aprile. Disputato per la prima volta nel 1933 annovera tra i vincitori Aldo Bini, vincitore della prima edizione, Rino Benedetti, campione degli anni cinquanta, e più recentemente Riccardo Riccò, Antonino Parrinello e Paolo Simion.